# Henrik Pedersen (Fußballtrainer)
Henrik Pedersen (* 2. Januar 1978 in Humlum, Region Midtjylland) ist ein dänischer Fußballtrainer. Er ist Cheftrainer des englischen Zweitligisten Sheffield Wednesday.

## Karriere

### Trainerkarriere

#### Anfänge im Juniorenbereich
Pedersen begann mit 19 als Trainer diverser Jugendmannschaften beim Holstebro BK. Nach weiteren Stationen als Amateurtrainer bei den Klubs Esbjerg fB und Aarhus GF startete er im Jahr 2008 mit seiner Arbeit im Fußballbereich der Red Bull GmbH, wo er für sechs Jahre die U18 und U19 betreute. Zwischen 2010 und 2012 war er ferner als Trainer in der von Red Bull unterstützten Akademie Red Bull Ghana (heute West African Football Academy) angestellt.

#### Etablierung im Profibereich
Seine erste Anstellung als Cheftrainer fand er schließlich zwischen 2014 und 2015 beim dänischen Zweitligisten HB Køge. In der Winterpause der Saison 2015/16 lernte Pedersen während eines Aufenthaltes in der Türkei zwecks Beobachtung von Vereinen, die dort ihr Trainingslager absolvierten, den deutschen Fußballtrainer Jens Keller kennen. Dieser versprach Pedersen einen Posten als Co-Trainer, falls Keller eine Anstellung als Cheftrainer fände. Zur Saison 2016/17 wurde Pedersen Co-Trainer von Jens Keller beim deutschen Zweitligisten Union Berlin. Im Dezember 2017 wurde er gemeinsam mit Jens Keller entlassen.
Am 30. Mai 2018 unterschrieb der Däne beim Drittligisten Eintracht Braunschweig einen Vertrag als Cheftrainer bis 2020 mit Option auf Verlängerung von einem Jahr. Nach nur acht Punkten aus den ersten elf Saisonspielen und dem letzten Tabellenplatz wurde er am 10. Oktober 2018 freigestellt und durch André Schubert ersetzt. Am 20. Juni 2019 wurde er Trainer in Norwegen beim Erstligisten Strømsgodset IF. Nach zwei Jahren wurde er Cheftrainer des dänischen Vendsyssel FF.
Im Oktober 2023 wurde er Co-Trainer von Danny Röhl bei Sheffield Wednesday. Ende Juli 2025 übernahm er als dessen Nachfolger das Cheftraineramt. Zum Zeitpunkt der Übernahme befand der Verein sich einer „chaotischen Phase“. Der Eigentümer will den Klub verkaufen, mehrmals wurden Gehälter seit Frühjahr 2025 verspätet oder nicht gezahlt, wodurch der Verein zu verschiedenen Einschränkungen hinsichtlich der Verpflichtung und Registrierung von Spielern seitens der English Football League verurteilt wurde. Spieler durften aufgrund der verspäteten oder nicht erfolgten Gehaltszahlungen das Vertragsverhältnis einseitig beenden oder weigerten sich aufgrund der Situation zu spielen. Wenige Tage vor Saisonstart hatte der Verein weniger als 16 Profispieler unter Vertrag.

### Funktionärskarriere
Von 2011 bis 2012 arbeitete Pedersen als Development Manager für die fünf Fußballvereine Red Bulls (New York Red Bulls, FC Red Bull Salzburg, RB Leipzig, Red Bull Ghana und Red Bull Brasil).